# Country Grammar
Country Grammar es el primer álbum del rapero Nelly, lanzado el 6 de junio de 2000. El álbum fue todo un éxito comercial, vendiendo en los Estados Unidos ocho millones de copias.
El primer sencillo grabado fue "(Hot Shit) Country Grammar", seguido de "E.I.", "Ride Wit Me" y "Batter Up".

## Lista de canciones
1. «Intro»
2. «St. Louie»
3. «Greed, Hate, Envy»
4. «Country Grammar (Hot Shit)»
5. «Steal the Show»
6. «Interlude»
7. «Ride Wit Me»
8. «E.I.»
9. «Thicky Thick Girl»
10. «For My»
11. «Utha Side»
12. «Tho Dem Wrappas»
13. «Wrap Sumden»
14. «Batter Up»
15. «Never Let Em C U Sweat»
16. «Luven Me»
17. «Outro»

- Datos: Q659445